# San Manuel (Pangasinan)
San Manuel is een gemeente in de Filipijnse provincie Pangasinan op het eiland Luzon. Bij de laatste census in 2007 had de gemeente bijna 47 duizend inwoners.

## Geschiedenis
De plaats San Manuel is gesticht in 1860 door een groep Ilocano afkomstig uit Cabugao. Deze groep stond onder leiding van Don Manuel Siquig en zijn naam is dan ook de inspiratie voor de naamgeving van de plaats geweest.

## Geografie

### Bestuurlijke indeling
San Manuel is onderverdeeld in de volgende 14 barangays:
| - San Antonio-Arzadon - Cabacaraan - Cabaritan - Flores - Guiset Norte - Guiset Sur - Lapalo | - Nagsaag - Narra - San Bonifacio - San Juan - San Roque - San Vicente - Santo Domingo |

## Demografie
San Manuel had bij de census van 2007 een inwoneraantal van 46.769 mensen. Dit zijn 5.563 mensen (13,5%) meer dan bij de vorige census van 2000. De gemiddelde jaarlijkse groei komt daarmee uit op 1,76%, hetgeen lager is dan het landelijk jaarlijks gemiddelde over deze periode (2,04%).